# Meteorium hornschuchii
Meteorium hornschuchii là một loài Rêu trong họ Meteoriaceae. Loài này được (Mitt.) Mitt. miêu tả khoa học đầu tiên năm 1873.